# Pressinstitutet
Pressinstitutet var ett fortbildningsföretag i Sverige för journalister som startades första gången 1962 av tidningsarbetsgivarna och Svenska Journalistförbundet, och lades andra gången i malpåse 2006, det vill säga utbildningsverksamheten upphörde men namnet förblev registrerat. 
Mål för verksamheten var höjd journalistisk kvalitet och bättre redaktionellt ledarskap. 
Fortbildningen ordnades i form av så kallade öppna kurser för grupper av enstaka journalister från stora eller små redaktioner i hela landet eller redaktionskurser (huskurser) med inriktning på en enda redaktions behov av utveckling.
Under ett av de mer aktiva åren, 2003, ordnades 126 kurser, varav 77 huskurser. Sammanlagt utbildade Pressinstitutet 2 400 journalister detta år och omsatte 7 miljoner kronor.
Vid starten 1962 utsågs redaktör Jan-Erik Ehne till chef för verksamheten som i första omgången pågick till 1979. I maj 1990 träffade organisationerna en överenskommelse om att återuppta verksamheten. Parterna beslutade att under de första åren vardera satsa 750 000 kr per år. Till ordförande i Pressinstitutets styrelse valdes pressutredaren och chefredaktören Bo Präntare. Utbildningschef blev Marianne Millgårdh. Mats Hallgren tog över som ordförande runt 2000, och från 2004 till slutet tog dåvarande prefekten för journalistutbildningen vid Stockholms universitet Thorbjörn Lindskog över chefskapet för Pressinstitutet.